# Obergerlafingen
Obergerlafingen (toponimo tedesco) è un comune svizzero di 1 111 abitanti del Canton Soletta, nel distretto di Wasseramt.